# Холлер (Вестервальд)
Холлер (нем. Holler) — община в Германии, в земле Рейнланд-Пфальц.
Входит в состав района Вестервальд. Подчиняется управлению Монтабаур. Население составляет 1040 человек (на 31 декабря 2010 года). Занимает площадь 4,54 км².